# Heteroforia
La heteroforia es un estrabismo latente constatado cuando la vista está en reposo fisiológico, descubierto en 1860 por Hermann Ludwig von Helmholtz.
Se trata de una desviación del ojo ocular que aparece solamente cuando la visión de los dos ojos está disociada. La heteroforia, a la diferencia de la heterotropia, o estrabismo, no es  una desviación permanente. Puede ser divergente (exoforia), convergente (esoforia) o dirigida hacia arriba (hiperforia). Su frecuencia se debe a la atonía de uno o de varios músculos oculomotores.

## Síntomas
La heteroforia puede provocar cansancio visual (enrojecimiento del ojo, dolor de cabeza) cuando se mantiene mucho tiempo la vista, por ejemplo durante un trabajo sobre una pantalla. Un análisis ortóptica (que estudia los disfuncionamiento oculomotores y aquellos de la visión binocular) permite  constatar el fenómeno. Durante el examen, el paciente debe fijar la vista en un punto preciso cubriéndole alternativamente cada uno de los ojos. Desde que se le retira el cubre ojo, se observa la desviación temporal del ojo, que recupera rápidamente el punto de fijación.

## Tratamiento
Las heteroforias mal adquiridas pueden ser tratadas gracias a una reeducación ortóptica. Diferentes tratamientos son eficaces :
- Utilizar una corrección óptica total adaptada a la refracción bajo acto de atropina a objetivo ciclopléjico. La prioridad del tratamiento es la lucha contra la ambliopía, y no contra el estrabismo.
- Tratamiento que consiste a debilitar el ojo correcto para hacer trabajar el ojo débil (ojo dicho endeble)
- Tratamiento virulento con un cubrimiento total de la visión día y noche (vendaje específico).
- Tratamiento de preservación sancionando el ojo correcto por oclusión intermitente, óptica (vidrio opaco), medicalizado (atropina).
- Tratamiento con la estricnina posible, y  funciona al 75% de los casos.[2]

## Cirugía
Generalmente la operación se efectúa entre 3 y 6 años, después de un tratamiento médical y combatiendo la ambliopía. Es recomendable de hacer la operación solamente si persiste una desviación importante y que el tratamiento médical y la lucha contra la ambliopía funcional persiste.
Está operación es esencialmente estético . El procedimiento quirúrgico muscular es bajo anestesia general, sobre 1 o 2 ojos. El protocolo quirúrgico consiste en debilitar un músculo (retrocediendo su inserción sobre la esclerótica) o reforzando su acción (por resección muscular o plegamiento muscular).
Eficiente resultado, con una posible reintervención. Siempre previniendo a los padres.